# Collegio uninominale Lazio 2 - 03 (2017)
Il collegio elettorale uninominale Lazio 2 - 03 è stato un collegio elettorale uninominale della Repubblica Italiana per l'elezione della Camera dei deputati tra il 2017 ed il 2022.

## Territorio
Come previsto dalla legge elettorale italiana del 2017, il collegio era stato definito tramite decreto legislativo all'interno della circoscrizione Lazio 2.
Era formato dal territorio di tutta la provincia di Rieti e dai comuni della cosiddetta "Sabina romana": Capena, Civitella San Paolo, Fiano Romano, Filacciano, Monteflavio, Montelibretti, Monterotondo, Montorio Romano, Moricone, Nazzano, Nerola, Palombara Sabina, Ponzano Romano, Rignano Flaminio, Sant'Angelo Romano, Sant'Oreste e Torrita Tiberina nella città metropolitana di Roma Capitale.
Il collegio era parte del collegio plurinominale Lazio 2 - 01.

## Eletti
| Elezione | Elezione | Deputato          | Partito           |
| -------- | -------- | ----------------- | ----------------- |
|          | 2018     | Paolo Trancassini | Fratelli d'Italia |

## Dati elettorali

### XVIII legislatura
Come previsto dalla legge elettorale, 232 deputati erano eletti con sistema a maggioranza relativa in altrettanti collegi uninominali a turno unico.
| Candidati              | Candidati                   | Voti    | %     | Liste                                | Voti    | %     |
| ---------------------- | --------------------------- | ------- | ----- | ------------------------------------ | ------- | ----- |
|                        | Paolo Trancassini ✔️ Eletto | 55 757  | 37,14 | Lega                                 | 25 068  | 16,70 |
| Forza Italia           | Paolo Trancassini ✔️ Eletto | 55 757  | 37,14 | 17 936                               | 11,95   |       |
| Fratelli d'Italia      | Paolo Trancassini ✔️ Eletto | 55 757  | 37,14 | 11 159                               | 7,43    |       |
| Noi con l'Italia - UDC | Paolo Trancassini ✔️ Eletto | 55 757  | 37,14 | 1 594                                | 1,06    |       |
|                        | Maurizio Angeloni           | 49 036  | 32,67 | Movimento 5 Stelle                   | 49 036  | 32,67 |
|                        | Paolo Anibaldi              | 32 122  | 21,40 | Partito Democratico                  | 26 765  | 17,83 |
| +Europa                | Paolo Anibaldi              | 32 122  | 21,40 | 3 238                                | 2,16    |       |
| Italia Europa Insieme  | Paolo Anibaldi              | 32 122  | 21,40 | 1 065                                | 0,71    |       |
| Civica Popolare        | Paolo Anibaldi              | 32 122  | 21,40 | 1 054                                | 0,70    |       |
|                        | Ottorino Ferilli            | 5 952   | 3,97  | Liberi e Uguali                      | 5 952   | 3,97  |
|                        | Ilaria Misantoni            | 3 052   | 2,03  | CasaPound                            | 3 052   | 2,03  |
|                        | Francesco Petruccioli       | 1 819   | 1,21  | Potere al Popolo!                    | 1 819   | 1,21  |
|                        | Gennaro Cicala              | 1 032   | 0,69  | Partito Comunista                    | 1 032   | 0,69  |
|                        | Barbara Putignani           | 563     | 0,38  | Il Popolo della Famiglia             | 563     | 0,38  |
|                        | Vincenzina Cinardi          | 486     | 0,32  | Italia agli Italiani                 | 486     | 0,32  |
|                        | Mario Tommasi               | 187     | 0,12  | Per una Sinistra Rivoluzionaria      | 187     | 0,12  |
|                        | Melissa Videtta             | 101     | 0,07  | Lista del Popolo per la Costituzione | 101     | 0,07  |
| Totale                 | Totale                      | 150 107 | 100   |                                      | 150 107 | 100   |
|                        |                             |         |       |                                      |         |       |
| Voti non validi        | Voti non validi             | 5 462   | 3,51  |                                      |         |       |
| Votanti                | Votanti                     | 155 569 | 74,63 |                                      |         |       |
| Elettori               | Elettori                    | 208 461 |       |                                      |         |       |